# Avenida de las Camelias (Vigo)
La avenida de las Camelias es una vía urbana de la ciudad española de Vigo. Comienza en la plaza del Rey y discurre paralela al litoral vigués por la ladera intermedia hasta confluir con la calle de López Mora. Atraviesa las históricas parroquias viguesas de Freixeiro y Santa María de Vigo. Tiene una longitud de 1,9 kilómetros. Recibe ese nombre por los camelios plantados en la década de 1960 a lo largo de su recorrido.

## Historia
La avenida de las Camelias fue proyectada en la década de 1940 como una circunvalación litoral, tal y como contemplaban distintos planes urbanísticos como los de Antonio Palacios.
Finalmente se construyó en 1963 y fue denominada avenida de la Circunvalación, en un contexto de gran crecimiento poblacional, desarrollo industrial y expansión horizontal de la ciudad. Sin embargo, este nombre no terminó de aceptarse entre el vecindario, y en su lugar fue popularizándose poco a poco la denominación de avenida de Beatriz. La razón de esta denominación popular y extraoficial fue la aparición de hasta cinco pintadas y grafitis a lo largo de la avenida con ese nombre. El propio escritor Álvaro Cunqueiro hizo referencia a dichas pintadas en el periódico vigués Envés. Posteriormente, a pesar de la eliminación de los grafitis, se instaló una placa de mármol con el mismo nombre, el de avenida de Beatriz. El uso alcanzó tal aceptación que era ese nombre no oficial el que aparecía en los mapas callejeros o en el correo postal de los vecinos.
Finalmente, en 1965, el alcalde José Ramón Fontán decidió plantar decenas de camelios y cambiar el nombre de la avenida por el actual.

## Morfología y urbanismo
La avenida de las Camelias es una de las calles más largas de Vigo, y recorre la ladera intermedia de la ciudad, a media altura entre el monte del Castro y la ribera de la ría de Vigo. Así, sigue un trayecto sinuoso bordeando la ría, con apenas calles perpendiculares debido a la diferencia de altitud por la fuerte pendiente, salvo pequeños callejones, a menudo con escaleras, ascensores y elevadores que intentan salvar el desnivel.
Tiene entre dos y un carril por sentido, un carril bici y aceras amplias con camelias plantadas a lo largo de su recorrido.